# ドクター・ドゥーム
ドクター・ドゥーム（Doctor Doom）は、マーベル・コミック社が出版するアメリカン・コミックスに登場する架空のキャラクターである。本名ヴィクター・フォン・ドゥーム（Victor von Doom）。

## 概要
天才だが傲慢な若き科学者ヴィクター・フォン・ドゥームは、自らの実験の失敗によって顔に大怪我を負った。醜く破壊された顔を隠すために鋳造した全身鎧を身にまとった彼は、世界征服と宿敵リード・リチャーズ（ヒーローチームファンタスティック・フォーのリーダー）の破滅に乗り出した。
ドゥームは肉体的に超人的な能力は持たないが、その高度な知能と狡猾さを駆使して、「強力な超科学兵器の創造」「驚異的な陰謀や罠」を張り巡らせている。
初登場は1962年の「ファンタスティック・フォー」誌第5号。作家のスタン・リーと画家のジャック・カービーによって同誌に「センセーショナルな」新しいヴィラン（悪漢）を送り込むために創られた。カービーはドゥームを「鋼鉄の死の権化」としてデザインし、金属質の全身鎧がかもし出す彼の外見は、彼の非人間性を表現する一助になっている。
ドゥームは人気を博し、初登場以後早い段階で何度も登場したが、彼のオリジン（出自）が明かされたのは二年後である。
ドクター・ドゥームはマーベル・コミックにおいて最も認知され、典型的なスーパーヴィランの一人であり 、マーベルのヴィランの中でも、敵対したヒーローの数はトップクラスである。スタン・リーはドゥームを自分が創ったヴィランのなかでもお気に入りの一つであると述べており、「ウィザード・マガジン」は歴史上4番目に偉大なヴィランと位置づけている。

## 出版上の歴史

### 制作
多くの初期のマーベルキャラクターと同様にドゥームは作家のスタン・リーと画家のジャック・カービーによって生み出された。「ファンタスティック・フォー」誌の好調を受け、リーとカービーは「魂をかき乱すほどに超センセーショナルな新しいヴィラン(soul-stirring…super sensational new villain)を生み出す」という夢を実現にかかった。新たなヴィランにふさわしい名前を探していたリーは「簡潔にして能弁、仄めかされた危険性の途方もなさをも表している（eloquent in its simplicity—magnificent in its implied menace）」として「ドクター・ドゥーム」にこだわった。締め切りに追われたことから、ドゥームには完全なオリジンが与えられないまま初登場し、その後のストーリー（5号で登場してから6、10、16、17号に登場している）でもオリジンが与えられないままにファンタスティック・フォーを窮地に陥れた。ドゥームのオリジンが与えられたのは「ファンタスティック・フォー・アニュアル」誌第2号で、初登場から2年も経った後のことであった。ドゥームの登場以前にもファンタスティック・フォーは、モール・マンやスクラル人、ネイモア・ザ・サブマリナーなどと戦っていたが、ドゥームはそういったヴィランの存在感を薄め、ファンタスティック・フォーの永遠の宿敵という座を獲得した。
リーはドゥームの出自をジプシーの息子とした。ドゥームの母親シンシアは魔女であり、彼の父親は幼き日のドゥームからその事実を隠していた。彼の父親が男爵家の男達によって不当に殺害された時、ドゥームは彼の母親の魔術器具を発見し、男爵家への復讐を誓った。ドゥームはワガママだが才能あふれる男性へと成長し、エンパイアステート大学の学長の目を惹いた。アメリカで勉強する機会を与えられたドゥームは故郷を後にし、大学でリード・リチャーズという名の学生と出会った。ドゥームは己に匹敵するほどのリードの優れた才能を認めようとしなかった。ドゥームは死者と交信する科学実験を行っていたが、リードはその計算に誤りを発見した。リードの指摘と警告を無視したドゥームは実験を強行し、その結果引き起こされた装置の爆発によって顔面に深刻なダメージを負った。事故後に大学を放逐されたドゥームは世界中を放浪し、ヒマラヤの山奥でチベット僧の一派に合流した。修行僧として荒行をこなしたドゥームは彼らの長となり、一式の全身鎧を鍛造させ、また自分にしか外すことができない鉄より固い仮面を作り出した。そして、ドゥームは大学時代の事故の原因だと彼が感じた者を破滅させるために舞い戻った。その対象にはファンタスティック・フォーとなっていたリード・リチャーズも含まれていた。
ジャック・カービーはドゥームのモデルとして、西洋の伝統的な死神の姿を用いている。ドゥームの鎧が骸骨を象徴しており、『それこそが鎧とフードの理由である。死神は鎧と非人間的な鋼鉄と結びついている。死神は慈悲を欠いた存在であり、人の体には慈悲が宿っている。』と述べている。更にカービーはドゥームを、自らの破壊された顔によってねじ曲がり、世界の全てが自分のようになれば良いと望むパラノイア患者として表現している。続けてカービーは、『ドゥームは邪悪な人間である。しかし常に邪悪であるわけではない。（中略）、しかし彼自身の性格的な欠陥として、あまりにも完璧主義者であった。』と述べている。1970年代のある時点カービーは、ドゥームの鉄仮面に隠された素顔がどうなっているかについて、カービーなりの解釈を描いている。それにおいてドゥームの顔には『頬に小さな傷がある』だけであった。しかし、このほんのわずかな不完全さが許せずに、ドゥームは自分の顔を隠している、それも世間からではなく、自分自身から隠しているのである。カービーにとって、これはドゥームの「世界に対する復讐」の動機であり、他者は自分の顔にあるこの小さな傷の故に彼よりも優れており、ドゥームはそういった人間たちのより上位に自分を立たせようとしているのである（顔の傷の程度には様々な解釈があり、恐ろしい火傷の顔とされたフィギュアもある）。
リーが描くドゥームの性格付けの典型的なものはその尊大さである。彼の自尊心はドゥーム自身のマシンの手の不格好さや多くの失敗した計画に結びついている。
1970年代、ドゥームはより多くのタイトルに登場した。『アストニッシング・テイルズ』誌にはラトヴェリアを支配するルドルフォ王子とドゥームとの戦いが描かれている。また、『インクレディブル・ハルク』誌では2度もハルクを奴隷にしようと試みている。またドゥームは1975年に始まる『スーパーヴィラン・チームアップ』誌にも何度か登場しており、『マーベル・チームアップ』誌第42号（1976年2月）から登場している。
これらによってドゥームのオリジンは更に詳しく語られている。ヴィクターの幼なじみヴァレリアが紹介され、シンシア・フォン・ドゥームが自らの魂を悪魔メフィストに売り渡したことも明らかになった。

### 1980年代から1990年代
ジョン・バーンは1981年から6年間『ファンタスティック・フォー』のストーリーと画を担当し、このタイトルにおける「第二の黄金期」を実現させた が、『turn the clock back [...] get back and see fresh what it was that made the book great at its inception（時計を戻して（中略）このタイトルが始まった頃にこれを強力なものにした新鮮さを取り戻そうとした。）』 バーンの任期中にドゥームが初登場したのは第236号でのことであった。
カービーが、ドゥームの外見的な不格好さは、ヴィクターのもつ空虚な内面に由来する幻想に過ぎないとほのめかしているのに対し、バーンはドゥームの顔は現実に破壊されているものとして表現した。つまり、ドゥームの帝国において独裁者の素顔を見ることが許されているのは彼が製作した奴隷ロボットたちだけなのである。バーンはまたドゥームの性格の他の一面を強調している。それは、ドゥームが本質的に無慈悲であるものの、約束に忠実な男であるという面である。ドゥームはラトヴェリアの国民に対して非常に誠実に接しており、その結果としてラトヴェリア国民は彼らのリーダーを熱愛しているのである。例えばドゥームは、一時的に退位した後、ドクター・ストレンジから魔術の極意をもぎとるための陰謀を放棄して、ラトヴェリアが再興するのを監督するために帰国している。ドゥームは激しい癇癪持ちという面を見せるが、時には他人に対して暖かさを見せたり、同情を寄せたりしている。彼は大悪魔メフィストから彼の母親の魂を解放しようと試みており、クリストフ・バーナードを自分の息子のように扱っている。
バーンはドゥームの恐怖を更に詳細に考慮している。バーンはステート大学での事故はドゥームに小さな怪我を残しただけであるというアイディアを採用しており、彼が顔に大きなダメージを負ったのは、ドゥームが鍛造した直後の熱いままの鎧を身に着けた時であるとした。
バーンが去った後にもドクター・ドゥームは『ファンタスティック・フォー』でもっとも有名なヴィランであり続け、1980年代の『X-ファクター』や『エクスカリバー』、『パニッシャー』、『スペクタキュラー・スパイダーマン』といった他のコミックにも登場し続けた。
『ファンタスティック・フォー』第350号において作家のウォルト・シモンソンは、ドゥームが時空間を超える旅の途中におり、たまたま地球に戻ってきているだけであるというアイディアを紹介した。シモンソンのレトコンは読者に対して様々なタイトルにおけるドゥームの一見奇妙に思えるような登場の仕方のどれもが、実はドゥームボット（ドゥーム本人をコピーしたロボット）だったのではないかという仮説を抱かせた。これについては「シモンソンは本物のドゥームが登場したストーリーとそうでないストーリーのリストを作っている」という都市伝説がある。

### 現在
2003年、ドゥームは『ファンタスティック・フォー：Unthinkable』というストーリーでの唯一のヴィランであり、フランクリン・リチャーズ（リードの息子）を地獄に幽閉し、ヴァレリア・リチャーズを捕えることでファンタスティック・フォーと最期まで戦うことに成功した。作家のマーク・ウェイドはドゥームのキャラクターの中核をかつてない方法で再定義しようと努めた。 ウェイドがした解釈によれば、ドゥームがリードを憎むのは、ドゥームが過ちを犯した時、それを指摘したリードが正しかったが故である。ウェイドは『（バーンの任期中に示されたような）ドゥームは極悪であるが高貴な男である、などというのはまったくもって嘘っぱちである。（中略）その原動力が嫉妬であるようなドゥームという男は、とんでもなく狭量で、決して高潔ではない。そう、ドゥームは正々堂々と（regal）しており、可能なときにいつでも自らが高いモラルを持っているように振る舞う。なぜなら、彼にとってはそれこそが偉大な人間が持っていると信じているものだからである。 —しかし私はドゥームが『it 'does not suit him to' do this-and-such』というのを聞いた時、私が聞いたのは『それはリード・リチャーズに対する憎悪とは関係がない、だから私には時間の無駄だ。』というものだった。ウェイドはまた、ドゥームが『彼の母親が見ている間は、もしなんとかしてリードより賢いことを示すことができるなら新生児の頭を引きちぎり、リンゴのように食べるだろう』と述べた。それだけだとサンドイッチを作ったり、911の事件に対して涙を流すのが成り立たなくなるが長く続くキャラクターであるので作家ごとの様々な顔を持っている。
2005年と2006年にドゥームはエド・ブルーベイカーによるオリジンの語りなおしとなる短期シリーズ『ブックス・オブ・ドゥーム』の主役となった。インタビューの中でブルーベイカーはシリーズはコミックではほとんど見ることができないドゥームの人生の初期を更に詳しく述べるための方法であるといった。シリーズはドゥームの問題多き子どもから独裁者までの道のりが運命づけられたものだったのか、ドゥーム自身の失敗が堕落へと導いたのか、つまりは生まれか育ちかという問題について決定しようとする試みもしている。ブルーベイカー版ドゥームはオリジナルであるリー／カービー版にかなり影響を受けている。『ドゥームの顔は描くのか』という質問についてブルーベイカーは『カービーを手本にするよ。見せない方が良さそうだ。』と答えている。

## 能力
ドクター・ドゥームの持つ最も危険な武器は、マーヴェル・ユニバースでも屈指の知能である。彼はほとんど全ての科学分野に精通しており、「ロボット工学」「遺伝子工学」「兵器テクノロジー」「生命化学」などの専門家である。
彼は、敵を打倒したり、自らが更なる力を手に入れるために、膨大な数の装置を組み立てており、そのなかにはタイムマシンや、人間にスーパーパワーを付与する装置、多くのロボットらが含まれている。特にドクター・ドゥーム自身の精巧なレプリカロボット『ドゥームボット』は、多くのミッション（特に彼が負けそうな局面など）で用いられている。
ドクター・ドゥームは科学以外に魔法の能力を持っている（これはかつてチベット僧と過ごしている間に身につけたものや、母親から教わった神秘的な知識のおかげである）。しかし魔法の習得と行使に必要な「謙虚さ」を欠いていたり、自分が魔法の全てをマスターしているわけではないと認めたがらないことが原因で、彼の魔法に関する能力は限定されている。
エイリアン種族Ovoidsはドゥームに自らの意識を近くの生物へ転送するサイオニック技術を教え、ドゥームはテラックス（Terrax、ギャラクタスのヘラルドのひとり）による死から逃れる際などいくつかの機会で用いている。
またドゥームは、自らの科学技術を利用して、何度もシルバーサーファーなどのギャラクタスのヘラルドの力（パワー・コズミック）を奪ったりコピーしようと試みており、何度か成功している。
元々は自らの醜く破壊された顔を隠すために設計したドゥームの鎧は非常に強力な装置でもある。彼の鎧は強力な電気ショックを発生させることができ、ドゥームに触れるものを無力化する。また外部から加えられるダメージに対して高い抵抗力を持ち、鎧表面からは防御力を引き上げる力場をも発生させている。この鎧はある程度自律的に行動することも可能で、その内部には空気や水・食料・エネルギーの蓄積・再生システムを持っており、着用者は水中や外宇宙でもかなりの長時間生存することができる。

また武装としては、ガントレットからのエネルギー噴射や、電気エネルギーの放出能力のような神秘的な力を用いる。

## 他のバージョン
ドゥームが、ファンタスティック・フォーの最大のヴィランの一人であるという地位から、彼はマーベルのパラレルワールドやスピンオフの多くに登場している。
- 「ミュータントX」世界のドゥームはスーパーヒーローとして登場し、逆にミスター・ファンタスティック（リード・リチャーズ）がヴィランになっている。
- 「マーベル2099」世界（マーベル世界の未来の一つ）にはドゥーム2099が登場しており、彼は何故この未来世界に送り込まれたのかは不明ながら、自分がドゥームその人であると信じている[28]。本心では未だに支配者であるドゥームはラトヴェリアに帰還し、未来の泥棒男爵らから民衆を解放した[28]。ロバート・カークマンが描いたこのバージョンは好意的に受け止められた[29]。
- 『アルティメット・ファンタスティック・フォー』でアルティメット・マーベルシリーズに初登場した。このシリーズは元々ブライアン・ミカエル・ベンディスとマーク・ミラーによって書かれ、ドゥームは劇的な変化を遂げた。この世界では、ヴラド・ツェペシュの末裔『Victor van Damme』として知られており、ファンタスティック・フォー誕生の原因となった事故によって彼の肉体は金属化し、ファウヌスのような体形に変化した[30]。
- 17世紀を舞台としたグラフィックノベル『マーベル1602』とその続編では、ドゥーム（この世界ではオットーと名付けられている）はファンタスティック・フォーに対抗して未来のアイテムを使おうとして醜い姿になり[31]、後にスピンオフタイトルである『マーベル1602:ファンタスティック・フォー』にも登場している[32]。

## MCU版
マーベル・シネマティック・ユニバース（MCU）では、同シリーズにおいてトニー・スターク / アイアンマン役でもあるロバート・ダウニー・Jrが演じる。ダウニーは『ファンタスティック・フォー ［超能力ユニット］』(2005年)でもドゥーム役の候補に上がっていた。

### 各作品での活躍
『ファンタスティック4:ファースト・ステップ』
ミッドクレジットシーンでMCU初登場。本作の出来事の4年後、息子のフランクリンの子育てをしていたスー・ストームが目を離していた隙に突然自身の銀の仮面を手に持ち現れ、フランクリンに顔を見せていたところで映像が終了する。
『アベンジャーズ/ドゥームズデイ』
本作ではメインヴィランとして登場。
『Avengers: Secret Wars』

## その他のメディア作品

### 映画
『ザ・ファンタスティック・フォー』(1994年)
演 - ジョセフ・カルプ
『ファンタスティック・フォー ［超能力ユニット］』(2005年)『ファンタスティック・フォー:銀河の危機』(2007年)
演 - ジュリアン・マクマホン
『ファンタスティック・フォー』(2015年)
演 - トビー・ケベル

### アニメ
『マーベル・スーパーヒーローズ』
声 - ヘンリー・ラマ―、日本語吹き替え版 - 不明
自身が作り出したエモーション・チャージャーで平和連合を攻撃して仲間を集めていた。しかし、平和連合に仲間ごと倒されたが、その後の回でネイモアを手を組んでピースビルに送り込んでおり、反重力装置でピースビルを宇宙まで飛ばしていた。ネイモアに負けた後、ピースビルは地球に返された。
ファンタスティック・フォー（邦題：宇宙忍者ゴームズ）(1967-70)
声 - ジョセフ・シローラ、日本語吹き替え版 - 南利明
『宇宙忍者ゴームズ』の日本語吹替においては「悪魔博士」に改名されている。科学の実験に失敗して顔に火傷を負った彼は、ファンタスティック（ゴームズ）に恨みを持ち、みんなの前から消えようと雪山に逃げ込んだ後、修道士団のもとで魔術を習い、修士たちから仮面と鎧を作ってもらい、ドクター・ドゥーム（悪魔博士）になった。
The New Fantastic Four (1978)
声 - ジョン・スファンソン、日本語吹き替え版は無し
スパイダーマン (1981)
声 - ラルフ・ジェームズ、日本語吹き替え版 - 不明（初代）、江川大輔（2代目）
彼はジプシーの薬でラトベリアの住民を騙したため、警官が彼を捕まえようとするところで腕が壊れ、自身で逃走する。イースタン州立大学のディーン教授から科学の奨学金を全額で提供すると申す。その話に引き受けたヴィクターは、大学で新しい科学兵器を使い、危険な実験を行う。ファンタスティックがヴィクターの実験メモに誤算を指摘するが、ヴィクターはファンタスティックを実験室から追い出す。ヴィクターが最後の実験を終わらすと悲劇の大爆発が起こる。それからヴィクターは病院に運ばれて暫く、男性医師が包帯を外す。看護師が悲鳴を上げ、ヴィクターは院内の窓を見て酷い顔だと思い、窓を叩き割る。それから、市民の前から消え、修道士団と一緒に暮らすこととなり、のちにドクター・ドゥームと呼ばれるようになった。
スパイダーマン&アメイジング・フレンズ (1981)
声 - シェパード・メンキン、日本語吹き替え版 - 不明（初代）、江川大輔（2代目）
ファンタスティック・フォー（1994-96）
声 - ニール・ロス、日本語吹き替え版 - 江川大輔
超人ハルク（1996）
声 - シモン・テンプルマン、日本語吹き替え版 - 不明
スパイダーマン（1997）
声 - トム・ケイン、日本語吹き替え版は無し
シーズン5「シークレット・ウォーズ」に登場。
Fantastic Four:World's Greatest Heroes（2006-）
声 - ポール・ドブソン、日本語吹き替え版は無し
スーパー・ヒーロー・ギャング (2008)
声 - チャーリー・アドラー、日本語吹き替え版は無し
アイアンマン ザ・アドベンチャーズ (2009)
声 - クリストファー・ブリトン、日本語吹き替え版 - 不明
アベンジャーズ 地球最強のヒーロー (2010)
声 - レックス・ラング、日本語吹き替え版 - 不明
アルティメット・スパイダーマン (2012)
声 - モーリス・ラマーシュ、日本語吹き替え版 - 不明
アベンジャーズ・アッセンブル (2012)
声 - モーリス・ラマーシュ、日本語吹き替え版 - 金光宣明
ハルク: スマッシュ・ヒーローズ (2013)
声 - モーリス・ラマーシュ、日本語吹き替え版 - 不明
X-MEN '97 (2024)
声 - ロス・マーカンド、日本語吹き替え版は無し

### ビデオゲーム
また『Spider-Man and Captain America in Doctor Doom's Revenge』（1989）をはじめとして10本のビデオゲームに登場している。彼は『マーベル・アルティメット・アライアンス』(2006)におけるメインの敵キャラクターである。

### アトラクション
ユニバーサル・オーランド・リゾートの「アイランズ・オブ・アドベンチャー」には『ドクター・ドゥームズ・フィアフォール（Doctor Doom's Fearfall）』というドクター・ドゥームをテーマにしたフリーフォール型のライドがある。

### 登場ゲーム作品
- スパイダーマン：セガが1991年にリリースしたアーケード作品。黒幕として登場。
- カプコンの対戦型格闘ゲーム
  - MARVEL SUPER HEROES：CPU専用の中ボスとして登場。隠コマンドによりプレイヤーキャラとして使用可能。キャラクター名が「ドクタードーム」と表記されている。
  - MARVEL VS. CAPCOM 2 NEW AGE OF HEROES：通常プレイキャラとして最初から使用可能。
  - MARVEL VS. CAPCOM 3 Fate of Two Worlds：通常プレイキャラとして最初から使用可能。
- マーベル・アルティメット・アライアンス：敵キャラとして登場。Xbox 360版のみ、ダウンロードコンテンツで追加プレイヤーキャラとして購入が可能。様々なバージョンのコスチュームがある。
- Fortnite：チャプター2シーズン4でボスとして登場。ギャラクタスを倒すためマイティ・ソーによってFortniteの世界に来る。またバトルパスの報酬でスキンとして手に入る。スタイル変更も豊富。

## 文化的影響
『Superhero: The Secret Origin of a Genre』という書籍では、ピーター・コーガン博士はドクター・ドゥームの登場は『マッド・サイエンティスト』の描写が完全に成熟し、しばしば更なる力を身につけたヴィランへの変貌の好例であると記している。ドゥームはコミックブック評論家ピーター・サンダーソンが『メガヴィラン』と評したスーパーヴィランの特定の『部分集合』の象徴でもある。これらのスーパーヴィランは『通常の自然法則が軽く宙づりにされた世界の』冒険に存在するジャンルを超えたヴィランでありモリアーティ教授、ドラキュラ伯爵、オーリック・ゴールド・フィンガー、ハンニバル・レクター、ダース・ベイダーなどもこの範疇に含まれる。サンダーソンはドクター・ドゥームにウィリアム・シェイクスピアのキャラクターであるリチャード三世とイアーゴの名残りを見出している。これらのキャラクターはみな『中世のドラマの悪徳の記号の子孫』であり聴衆にモノローグで自らの考えや野望を詳述する。
『象徴的に』描かれるドゥームはマーベル・ユニヴァースの中で最も受け入れられたスーパーヴィランの一人であり、最も再登場の多いヴィランの一人でもある。彼のヒーローとの、あるいは他のヴィランとの絶え間ない戦いの中で、ドゥームはヴィランの中で登場数が最も多い。コミックサイトのパネルズ・オブ・アウサムはドゥームを彼らがつくるコミックのヴィラン・トップ10で一位にしている。『ウィザード・マガジン』はドゥームは更に踏み込んで、歴史上4番目に強力なヴィランと宣言している。『コミック・ブック・リソース』はドゥームをマーベルのキャラクターで4番目に人気があるキャラクターだとランクづけている。
ジャーナリストのブレント・イーセンバーガーは彼を『メフィストやビヨンダー、ギャラクタスなどの超越的なキャラクターに真っ向から立ち向かえ、しばしば凌駕しさえする』ことができ、『救済者となりうる機会が数多くあったにもかかわらず、今なおマーベルにおける最も偉大なヴィランのままであるのは悲劇だ』と評している。同僚のジャーナリストであるジェーソン・スタンホープはドゥームを『魔術とテクノロジーの非凡な組み合わせの修得者』と呼び、『彼の内面にある高潔な感性は（マグニートーと同様に）、彼を凡百の小物ヴィラン達から大きく切り離している。』と感じている。
ドゥームはキャラクターを描く人間からも好意的に受け止められている。スタン・リーはドゥームをお気に入りのヴィランであると断言しており、『（ドゥームは）アメリカでほとんど何でも望むことができるが、外交特権を持っているために我々は彼を逮捕することが出来ない。また彼は世界の支配を望んでいるが、「世界を支配すること」は犯罪ではないのである。』と言っている。マーク・ウェイドはリーの評価に呼応し、ドゥームは『すばらしい外見、つまりすばらしいヴィジュアル・デザインを持っている。しかも、ダイナマイト級の強烈なオリジンを持っているんだ。』と述べている。 
コミックにおけるドゥームは好意的に受け止められているが、その一方、映画『ファンタスティック・フォー:銀河の危機』におけるドゥームについての評はそれほど熱狂的なものではない。映画での金属の体になって電気を出す能力を持つ億万長者という設定は、肉体のスーパーパワーでなく重い過去と天才的頭脳でヴィランになっているという重要な原作の設定と異なっている。マクマホンの映画での役割は一次元的だと評されている。